# Pseudeva
Pseudeva is een geslacht van vlinders van de familie uilen (Noctuidae), uit de onderfamilie Plusiinae.

## Soorten
- P. palligera Grote, 1881
- P. purpurigera Walker, 1858